# Biciklobután
A biciklobután egy nagyon nagy feszülési energiájú (63,9 kcal/mol (267,36 kJ/mol)), kétgyűrűs molekula, melyben két cisz-kondenzált ciklopropángyűrű található, ahol a diéderes szög 123°. Színtelen, könnyen cseppfolyósítható gáz. 150-300 °C-on (423-573 K-en) bomlik butadiénné egy periciklusos koncertált reakcióban, 41 kcal/mol (172 kJ/mol) aktivációs energiával.

## Előállítása
Az első ismert biciklobutánszármazék az etil-biciklobutánkarboxilát (C4H5COOC2H5), ami a megfelelő brómciklobutánkarboxilátból lett előállítva dehidrohalogénezéssel nátrium-hidrid felhasználásával, míg a megfelelő szénhidrogén az 1-bróm-3-klórciklobutánból lett előállítva, a brómciklobutánkarboxilát átalakításával. Az alapvegyületet 1-bróm-3-klórciklobutánból állították elő a brómciklobutánkarboxilát átalakításával, amit intramolekuláris folyékony nátriummal elvégzett Wurtz-reakció követett. Az 1-bróm-3-klórciklobután módosított Hunsdiecker-reakcióval állítható elő 3-klórciklobutánkarbonsavval higany(II)-oxid és bróm felhasználásával.

## Bioszintézise
Több kutatócsoport írt biciklobután-származékok élő sejtekben lévő enzimekkel történő szintéziséről. Egy csoport például a linolénsav biciklobután-alapú zsírsavvá történő átalakításáról írt az Anabaena sperica PCC 7120 törzse által szintetizált fehérje által. Egy másik csoport irányított evolúcióval hozott létre biciklobután-származékot: E. coliban egy módosított hemszármazékot fejeztek ki és optimalizáltak egy biciklobután-származék gyorsabb és hatékonyabb bioszintézise végett.

## Fordítás
Ez a szócikk részben vagy egészben  a   Bicyclobutane című angol Wikipédia-szócikk fordításán alapul.  Az eredeti cikk szerkesztőit annak laptörténete sorolja fel. Ez a jelzés csupán a megfogalmazás eredetét és a szerzői jogokat jelzi, nem szolgál a cikkben szereplő információk forrásmegjelöléseként.